# 5864 Montgolfier
5864 Montgolfier este o planetă minoră (asteroid) din centura de asteroizi. A fost descoperită pe 2 septembrie 1983 la observatorul Lowell⁠(d) de Norman G. Thomas⁠(d) și a fost numită după Frații Montgolfier. 
Obiectul prezintă o orbită caracterizată de o semiaxă mare de 2,5531666 UAi, o excentricitate de 0,32, o înclinație de 8,29141 ° în raport cu ecliptica.